# نانجولو مبومبا
نانجولو مبومبا (من مواليد 15 أغسطس 1941) هو سياسي ناميبي وهو الرئيس الرابع والحالي لناميبيا. أصبح رئيسًا بعد وفاة هاكه كينكوب، الذي شغل في عهده منصب النائب الثاني لرئيس ناميبيا من 2018 إلى 2024.

## المسار الدراسي والمهني
ولد مبومبا في 15 أغسطس 1941 في أولوكوندا، إقليم أوشيكوتو، جنوب غرب إفريقيا (ناميبيا حاليًا)، تخرج مبومبا من جامعة كونيتيكت في الولايات المتحدة بدرجة البكالوريوس في عام 1971. في عام 1973، تخرج من جامعة كونيتيكت بدرجة الماجستير في علم الأحياء.
بعد تخرجه من جامعة كونيتيكت، بدأ مبومبا التدريس في مدرسة هارلم الإعدادية في مدينة نيويورك. وبعد عودته إلى أفريقيا في عام 1978، أصبح رئيسًا لقسم العلوم في مركز ناميبيا التعليمي في مقاطعة كوانزا سول بأنغولا. وفي عام 1980 ارتقى إلى منصب مدير المركز، شغل هذا المنصب حتى عام 1985.

## رئيس ناميبيا (2024-الآن)
أصبح نانجولو مبومبا رئيسًا ممثلا لناميبيا عندما سافر الرئيس هاكه كينكوب إلى الولايات المتحدة لعلاج السرطان في 24 يناير 2024. في 4 فبراير 2024، أدى مبومبا اليمين الدستورية رئيسا جديدا للبلاد بعد وفاة الرئيس السابق كينكوب أمام رئيس المحكمة العليا بيتر شيفوت في مقر الولاية في ويندهوك وعينت نائبة رئيسة الوزراء نيتومبو ناندي ندايتواه خلفًا له في منصب نائب الرئيس.